# Силезская возвышенность
Силе́зская возвы́шенность (пол. Wyżyna Śląska) — возвышенность на юге Польши, западная часть Силезско-Малопольской возвышенности.

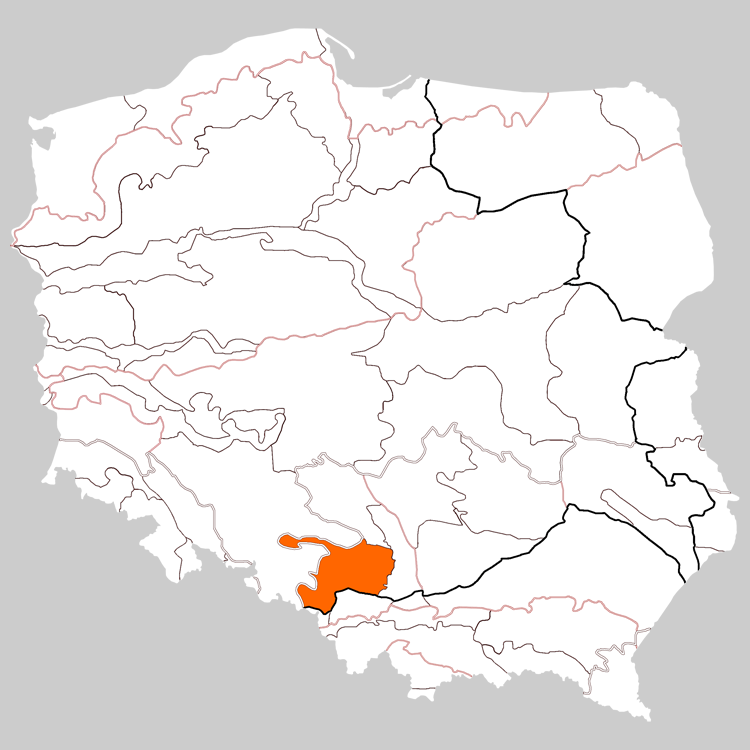
На карте Польши.

Возвышенность образует плато высотой 200—300 м, которое расчленено речными долинами на отдельные гряды. Сложена главным образом угленосными толщами карбона, перекрытыми мезозойскими известняками и другими осадочными породами. На территории возвышенности расположена значительная часть Верхнесилезского каменноугольного бассейна. Также имеются месторождения железных и свинцово-цинковых руд, каменной соли, серы.